# 来島海峡
来島海峡（くるしまかいきょう）は、瀬戸内海に存在する海峡の一つである。

## 地理
愛媛県今治市とその沖の大島との間を隔て、水域においては西の斎灘（いつきなだ）と東の燧灘（ひうちなだ）とを隔てる、瀬戸内海中部の海峡である。この海峡は小島（おしま）や馬島、中渡島等の島により、来島ノ瀬戸、西水道、中水道、東水道の4つの狭水道に分けられる。
潮の流れは時に10ノットに達し、鳴門海峡・関門海峡と並び、日本三大急潮に数えられる。昔より「一に来島、二に鳴門、三と下って馬関瀬戸」と唄われる海の難所として知られ、後述のように、ここを航行する際には特殊な規則が設けられている。
付近一帯は瀬戸内海国立公園に指定されており、糸山公園を初めとする景勝地が点在する。大島の亀老山山頂の展望台から見下ろす来島海峡の眺めが四国八十八景57番に選定され、特に夕景は観光写真としても使われることがある。
さらに、来島海峡急流観潮船からの風景は四国八十八景56番に選定されている。

## 架橋

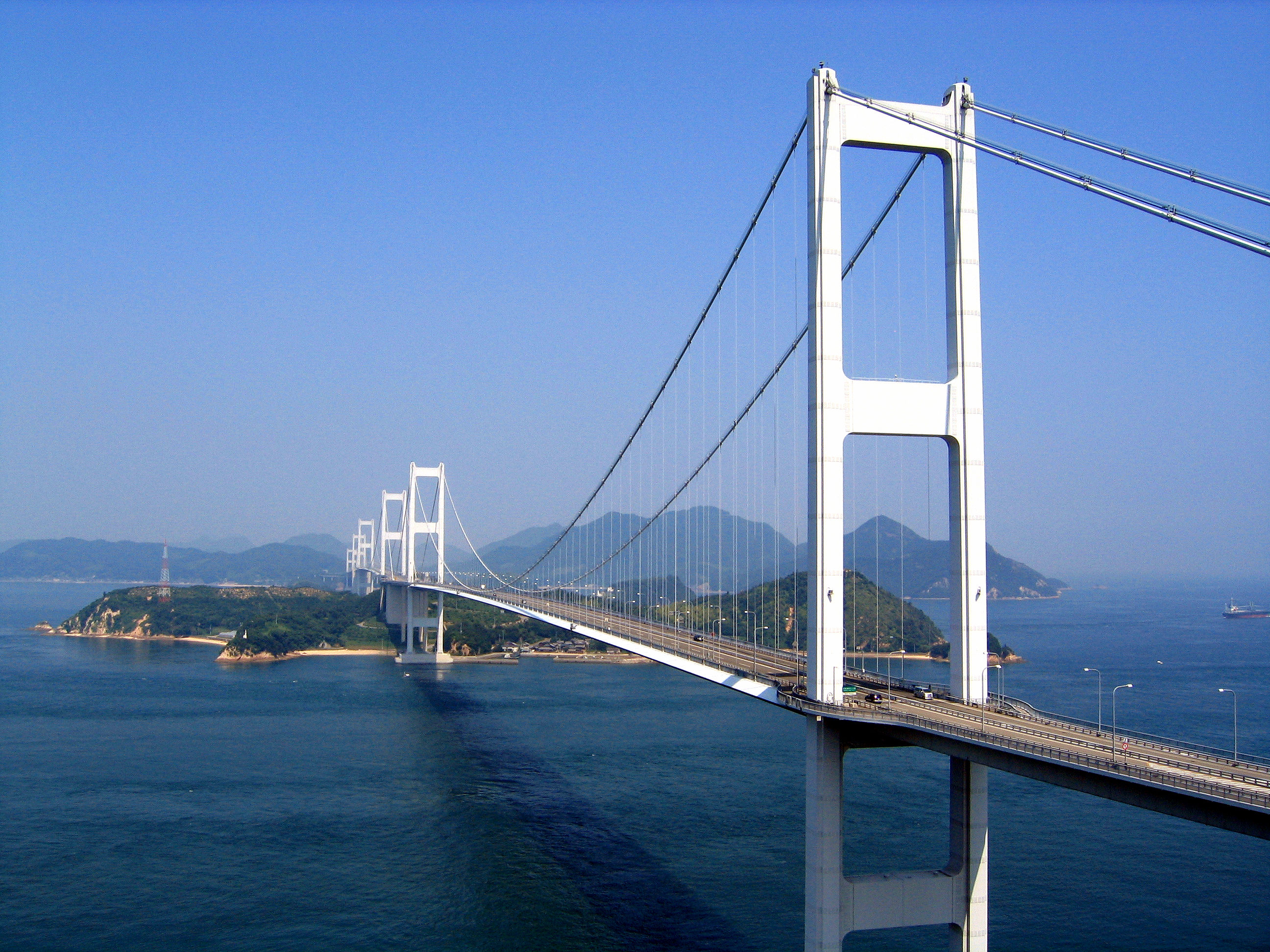
来島海峡大橋

来島海峡には、大島・馬島間を来島海峡第1大橋、第2大橋、馬島・今治間を第3大橋が跨ぐ、3連箱桁形式吊橋の来島海峡大橋が架けられている。この形式の橋としては来島海峡大橋が世界初である。西瀬戸自動車道として供用される本州四国連絡橋の尾道・今治ルート（通称：瀬戸内しまなみ海道）の一部を構成している。第1～第3大橋を合計すると4105 mの長さがある。
橋には自転車・歩行者道が併設され、海峡や通過する船舶を眺めながら徒歩であれば無料で渡ることができ、時折ウォークイベントも開催される。自動二輪車（有料）も通行可能であり、日常的に通勤や所用で利用する人も居る。
橋ではライトアップも行われており、主塔、桁、橋脚、アンカレイジは反射光、ケーブルは直接光である。景観照明としての設備設置は、橋が観光資源となることを期待した周辺自治体の要望によるところが大きい。副次的効果として、操船目標が増えて夜間の航行が容易になったとの指摘がある。

## 来島海峡航路

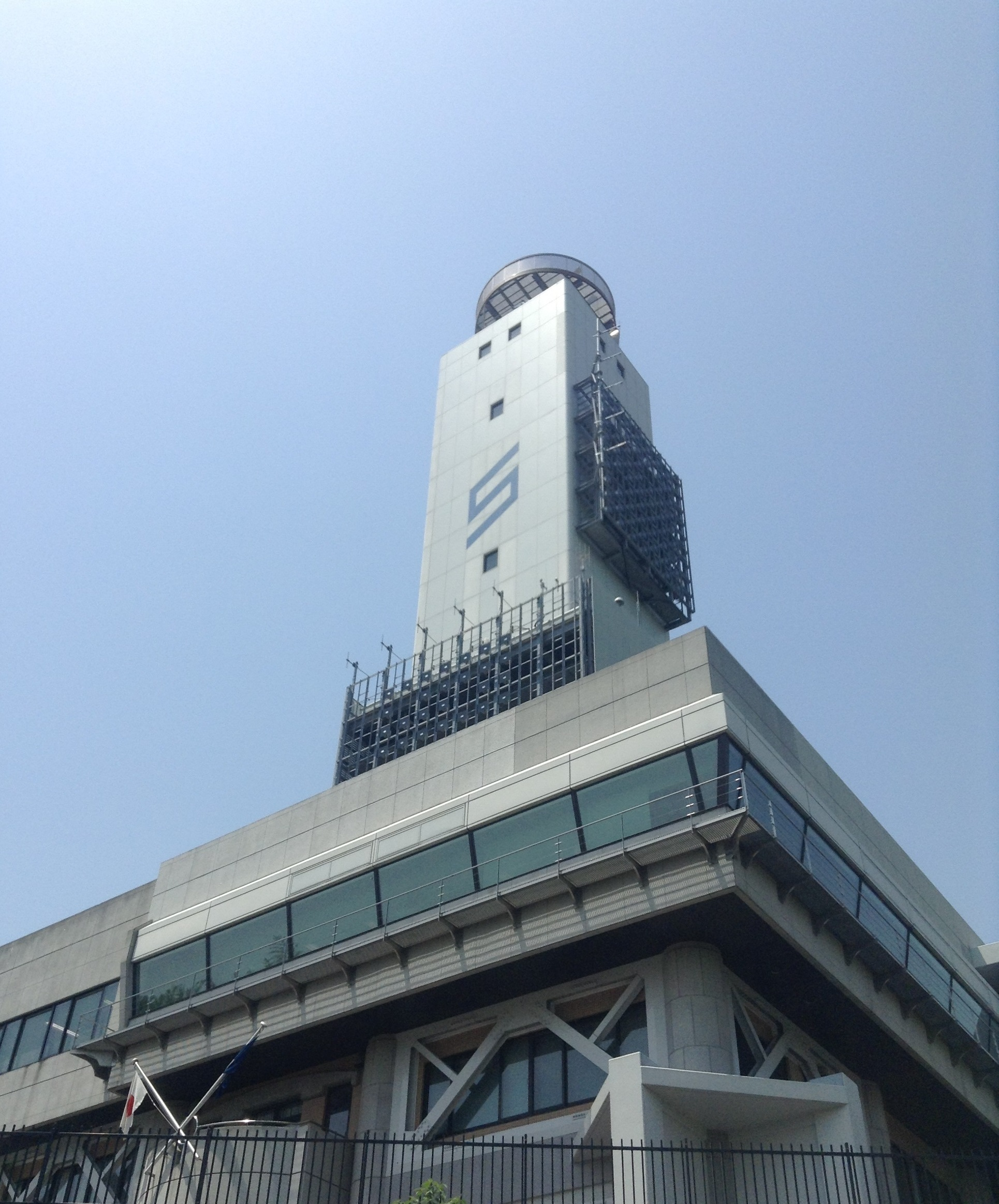
来島海峡海上交通センター

海上交通安全法第20条により「来島海峡航路」が設定されており、船舶交通の方法が指定されている。来島海峡は見通しが悪い地形であるだけでなく、潮流が速いことに加え、水道部下流に複雑な渦が形成され得る場所であり、時に操船不能に陥ることもある。春季には霧が発生しやすく、馬島周辺で局所的に視界50 m以下になることも多い。

### 船舶の航行方法
多くの船舶は狭水道部で一時的に減速した後、加速して航路を抜ける。一方で、不慣れな操船者が不安定な舵や速力の調整をしたり、かつては、操船技術の高い全長約200 mの大型船が全航路約22ノットを維持したまま通過するケースもあった。 
1994年から2003年までの10年間のデータでは、来島海峡航行中に発生した100トン以上の船舶の乗揚海難事故は20件あり、馬島南東岸・今治東岸、西航時の発生が多い。
馬島と小島の間を「西水道」、馬島と中渡島の間を「中水道」と呼び、大型船舶はどちらかを通航する。
特にこの中水道と西水道では、船舶の安全な通航を確保するため、潮流の流向によって通航する経路を変更する、「順中逆西」と言う特殊な航法を行うことが、海上交通安全法に定められている。これは、船が潮流に乗って航行する場合（順潮）の場合は短く屈曲の少ない中水道を、潮流に逆らって航行する場合は西水道を進むという規則である。潮流の方向が北向きの場合は通常通り右側通行、南向きの場合は左側を通る形になり、1日にほぼ4回通行方向が入れ替わるが、こうした切替方式を採っている場所は、世界唯一である。この順中逆西の航法は、明治時代に普及し始めたもので、汽船第二富美丸同南都丸接触の件（高等海員審判所大正12年6月19日裁決）で初めてこの航法による裁決が言い渡された。順中逆西の航法は1929年（昭和4年）の「内海水道航行規則」で法制化され、1953年（昭和28年）の「特定水域航行令」や1973年（昭和48年）の「海上交通安全法」へ受け継がれた。
なお、潮流の向きが変わる1時間以内に海峡に入る場合には「転流時通報」をしなければならない。また、屈曲した狭い区間での原則追越し禁止や最低速力確保、速力制限のルールが設定されている。

### 航行援助業務と航行管制業務
船舶の安全な航行のため、来島海峡海上交通センターではレーダーにより航行状況の常時監視を行っている。海峡には大浜、津島、来島大角鼻、来島長瀬ノ鼻の4つの電光表示方式の潮流信号所が設置され、潮流の向きや流速等の情報を提供している。
来島海峡で最初に設けられた中渡島潮流信号所は、関門海峡の潮流信号所（部埼、台場鼻）と共に1909年（明治42年）8月15日、業務を開始した。昼間腕木式、夜間灯光式の潮流信号機を用いる歴史ある施設だったが、設置から103年後の2012年（平成24年）3月26日15時（JST）に廃止され、中渡島灯台となった。ここで使用されていた日本最後の腕木式潮流信号機は、2017年（平成25年）11月2日に、今治港大型フェリーコンコースのモニュメントとなった。
また、潮流放送と呼ばれるAM放送も実施されていいたが、2018年2月27日の総務省告示をもって廃止された。
（潮流放送、電光掲示板式潮流信号所の詳細については、潮流放送の項を参照。）

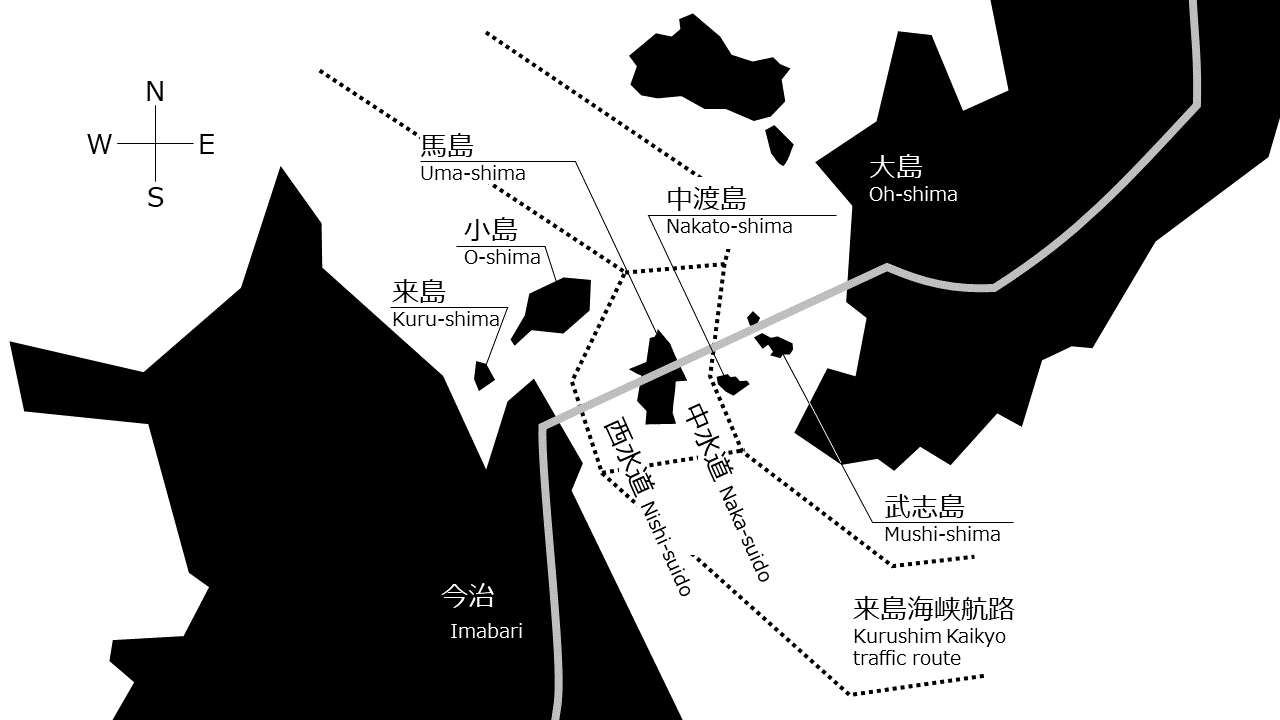
来島海峡概略図
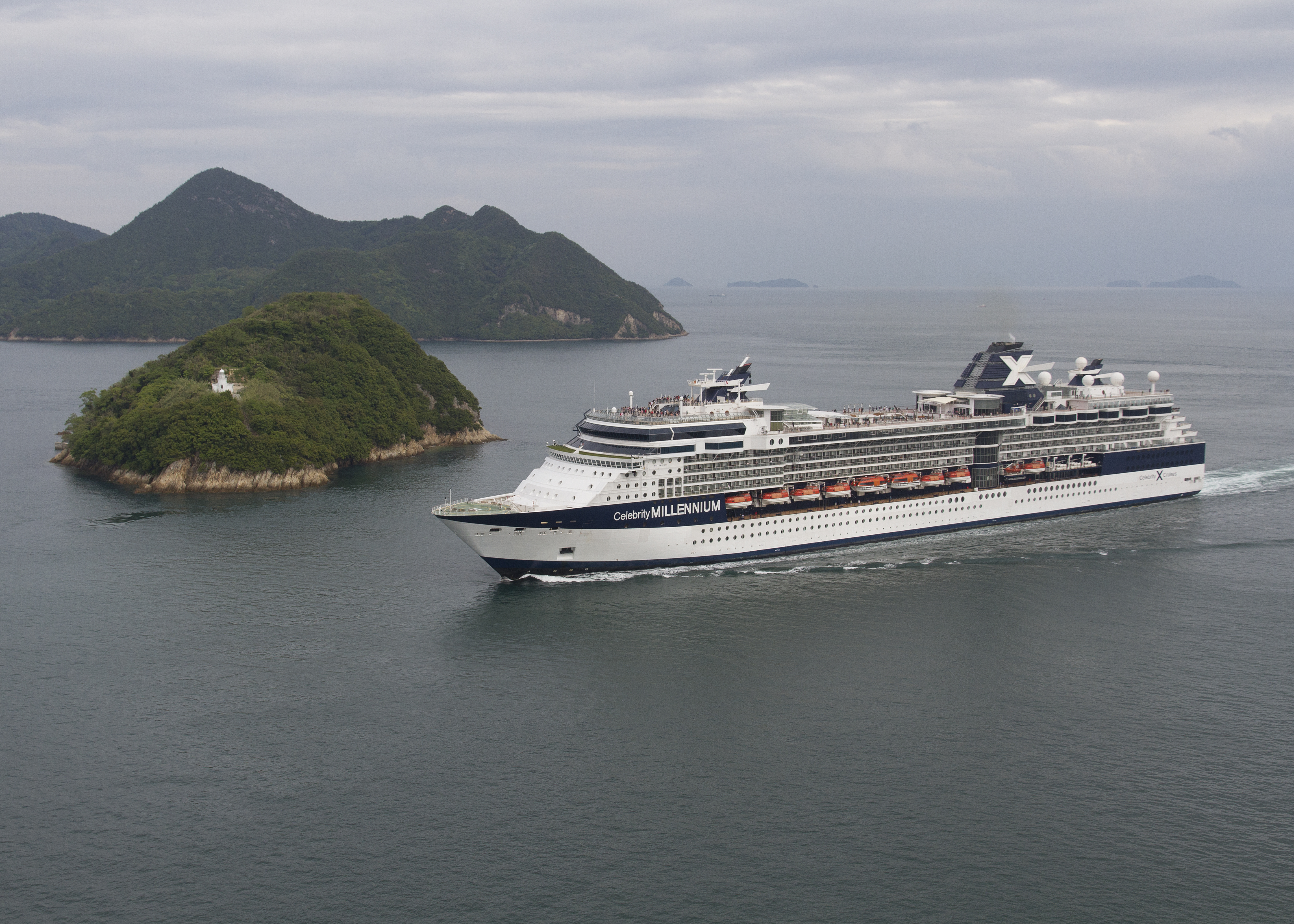
来島海峡中水道を航行するセレブリティ・ミレニアム（後方は中渡島）
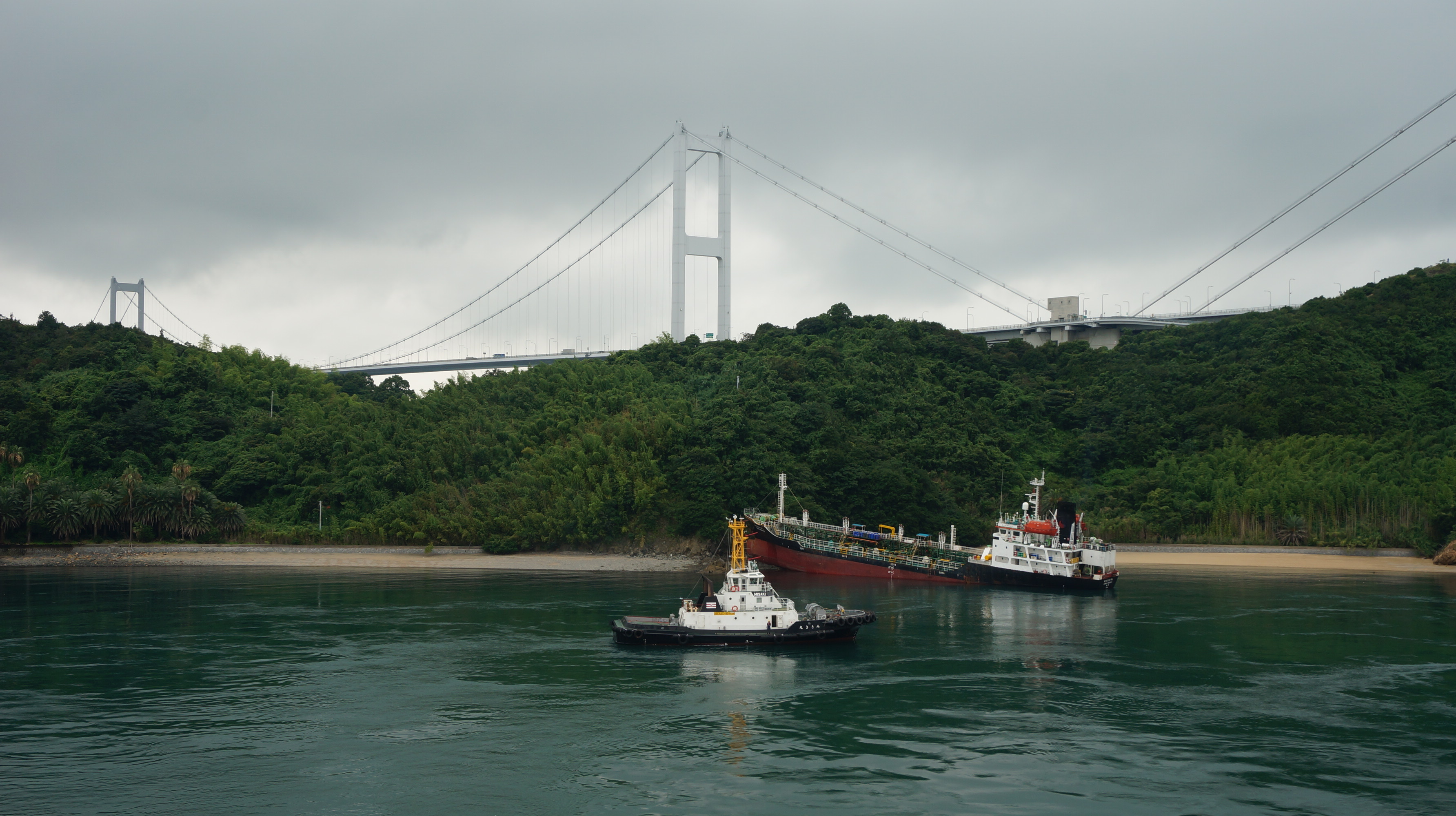
中水道馬島東岸の乗揚遭難
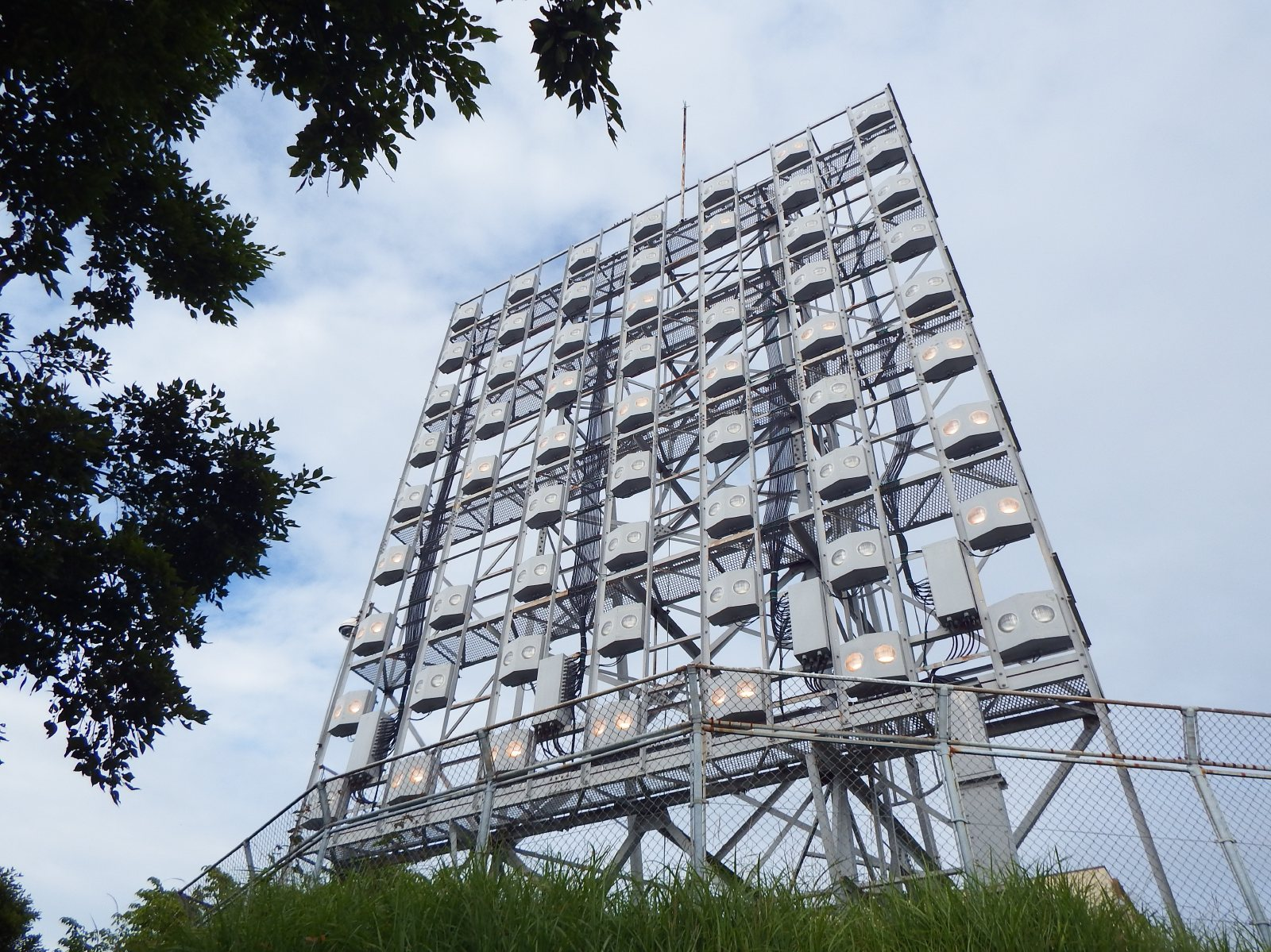
来島大角鼻潮流信号所

### 航路の状況
来島海峡は、国内外の大小様々な船舶が通過し、フェリーのような旅客船も運行されている。2016年の海上保安庁通航船舶実態調査によると、通航隻数は1日平均429隻で、そのうち約半数の226隻は貨物船などである。
海難事故
潮の流れが速く、特殊な航行ルールが定められているため、島々での座礁や衝突などの海難事故が多く、海の難所として知られており、来島海峡は通航量も多く、順中逆西中は海峡の出入り口で右側通行に戻るため他船と交錯することから度々衝突事故が発生している。統計では1996年から2000年の4年間に衝突14件、座礁が3件発生しており、この内9割が夜間に発生したものである。来島海峡海上交通センター（来島マーチス）が稼働した1998年以降、事故件数は年々減り続け、3分の一程度にまで減少している。なお、来島海峡は強制水先区に指定されており、自衛隊を含む各国の軍艦や定期船を除いた総トン数1万トン以上の船舶には水先人を搭乗させなければならないことが義務化されているため、1万トン以下の船舶による見張り人員が少ないことが事故の要因として指摘されている。

## 写真集

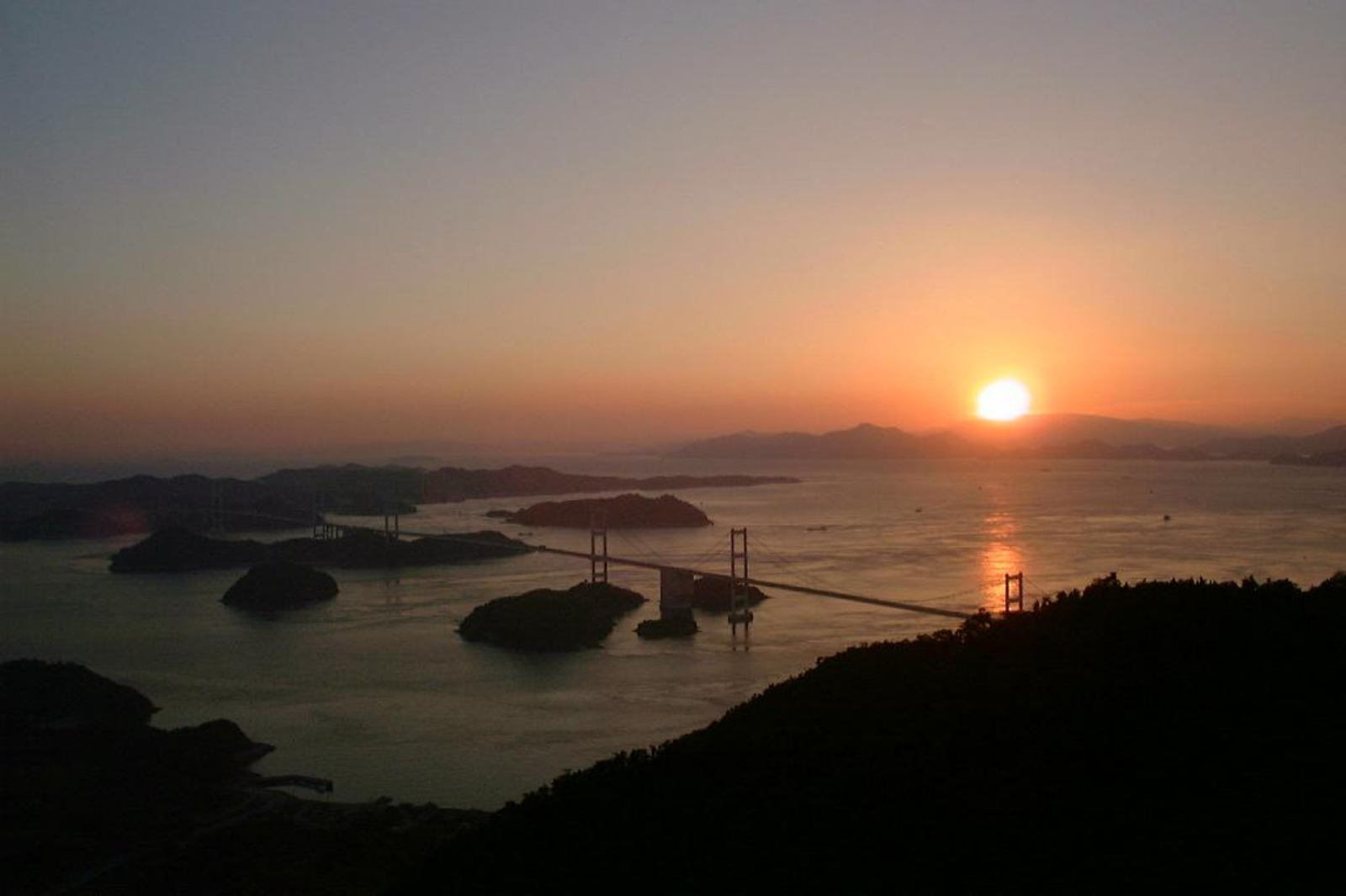
亀老山からの眺望
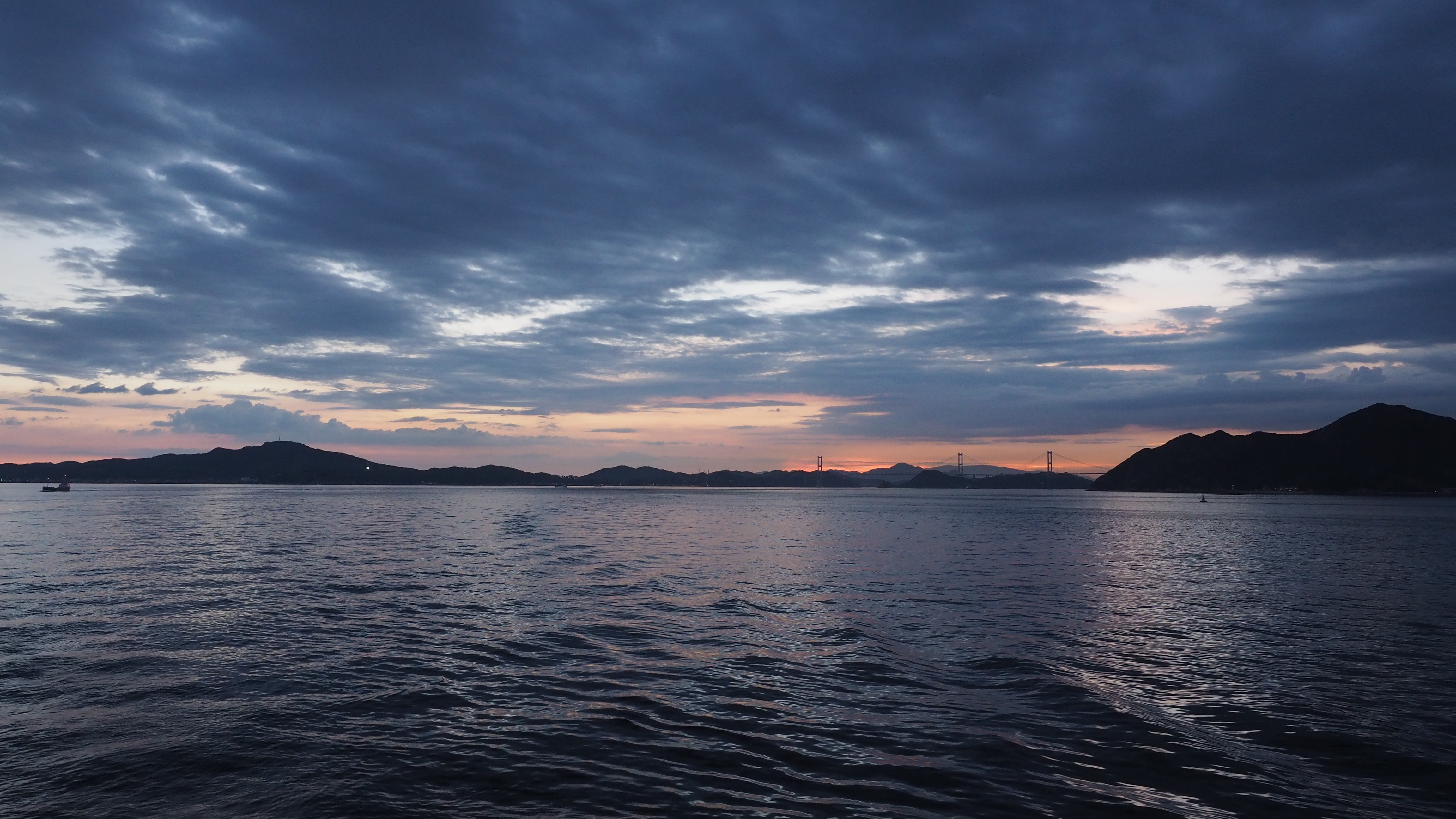
来島海峡夕暮(南東から)
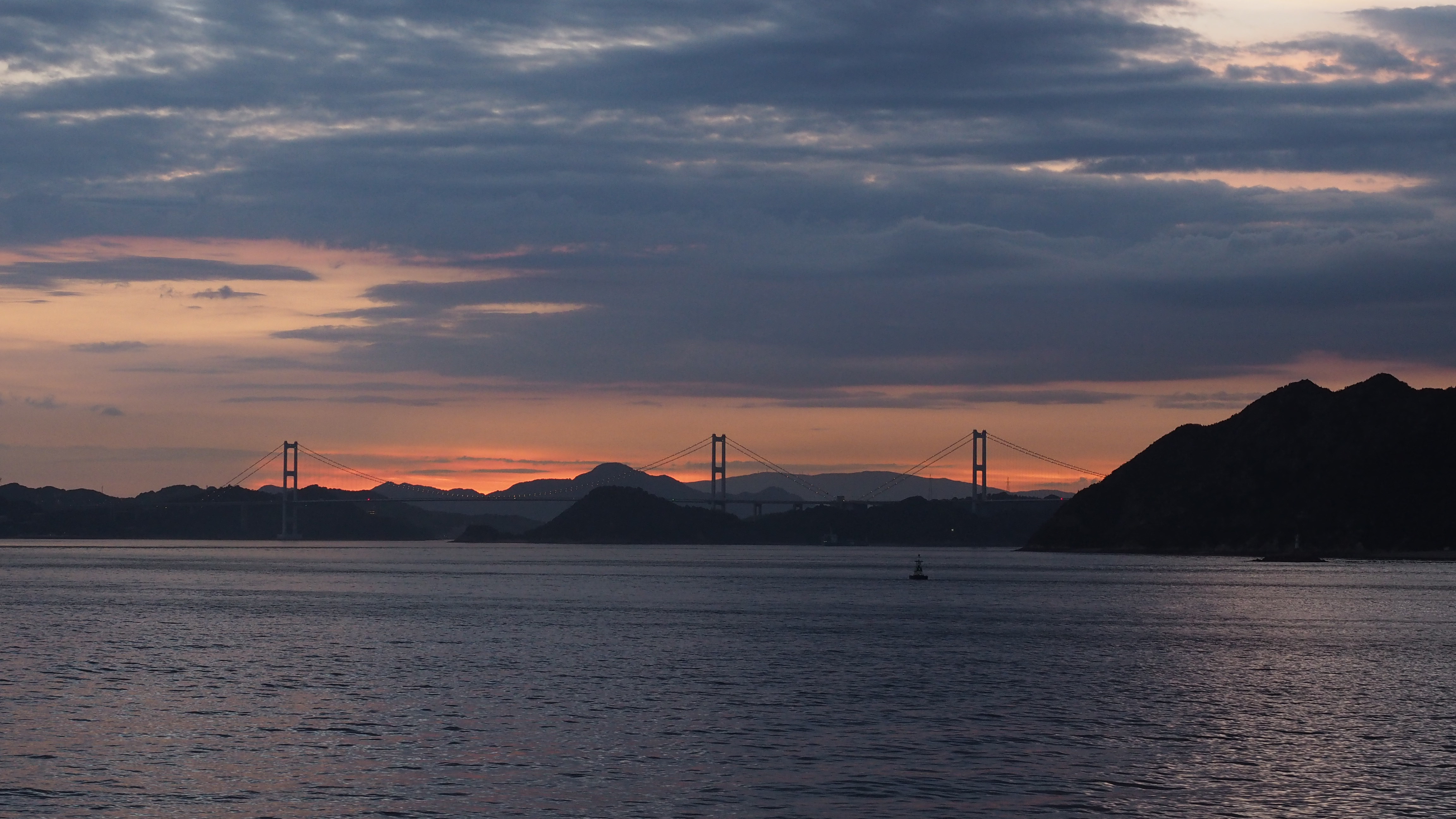
来島海峡夕暮(南東から)
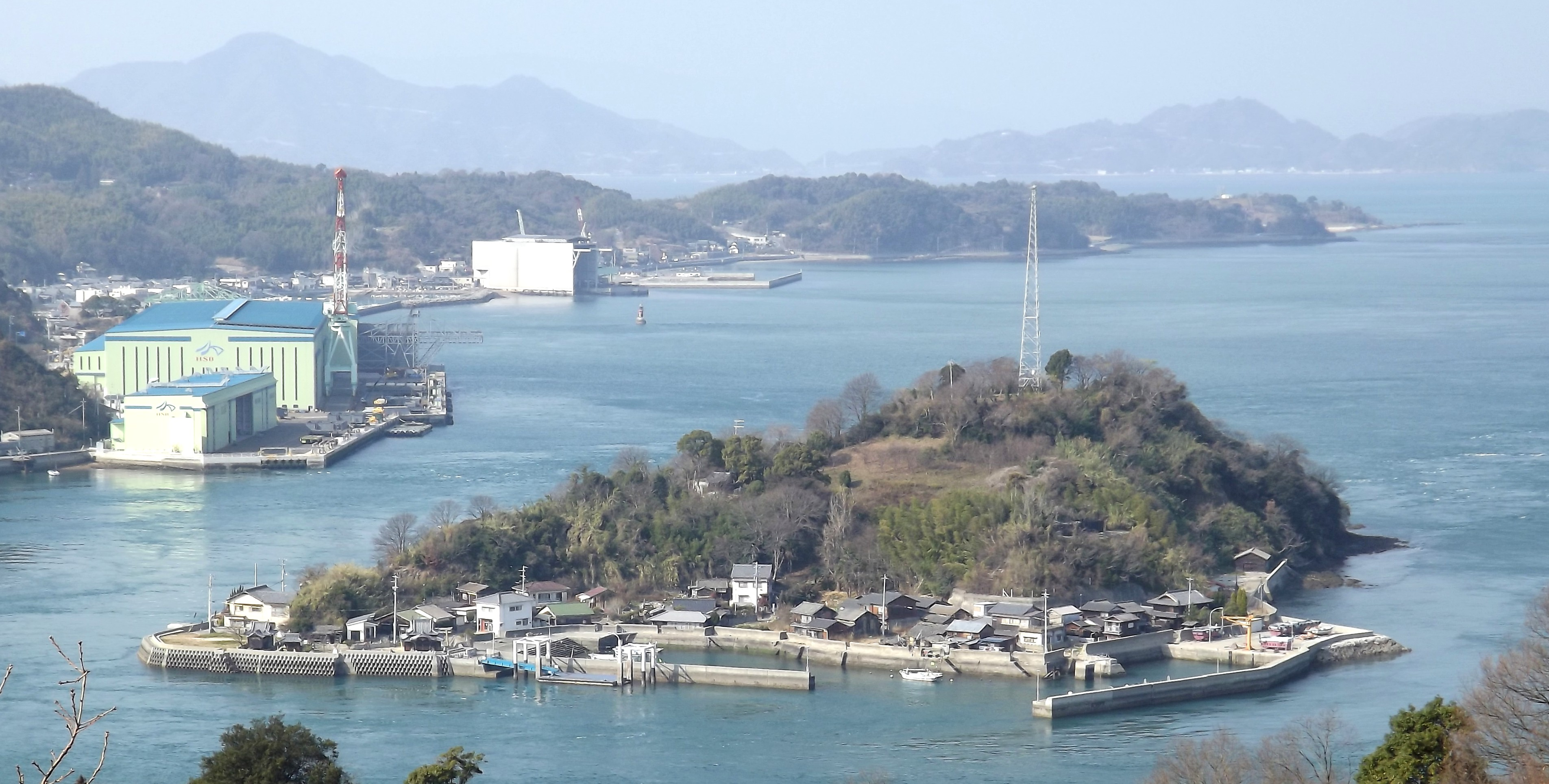
来島
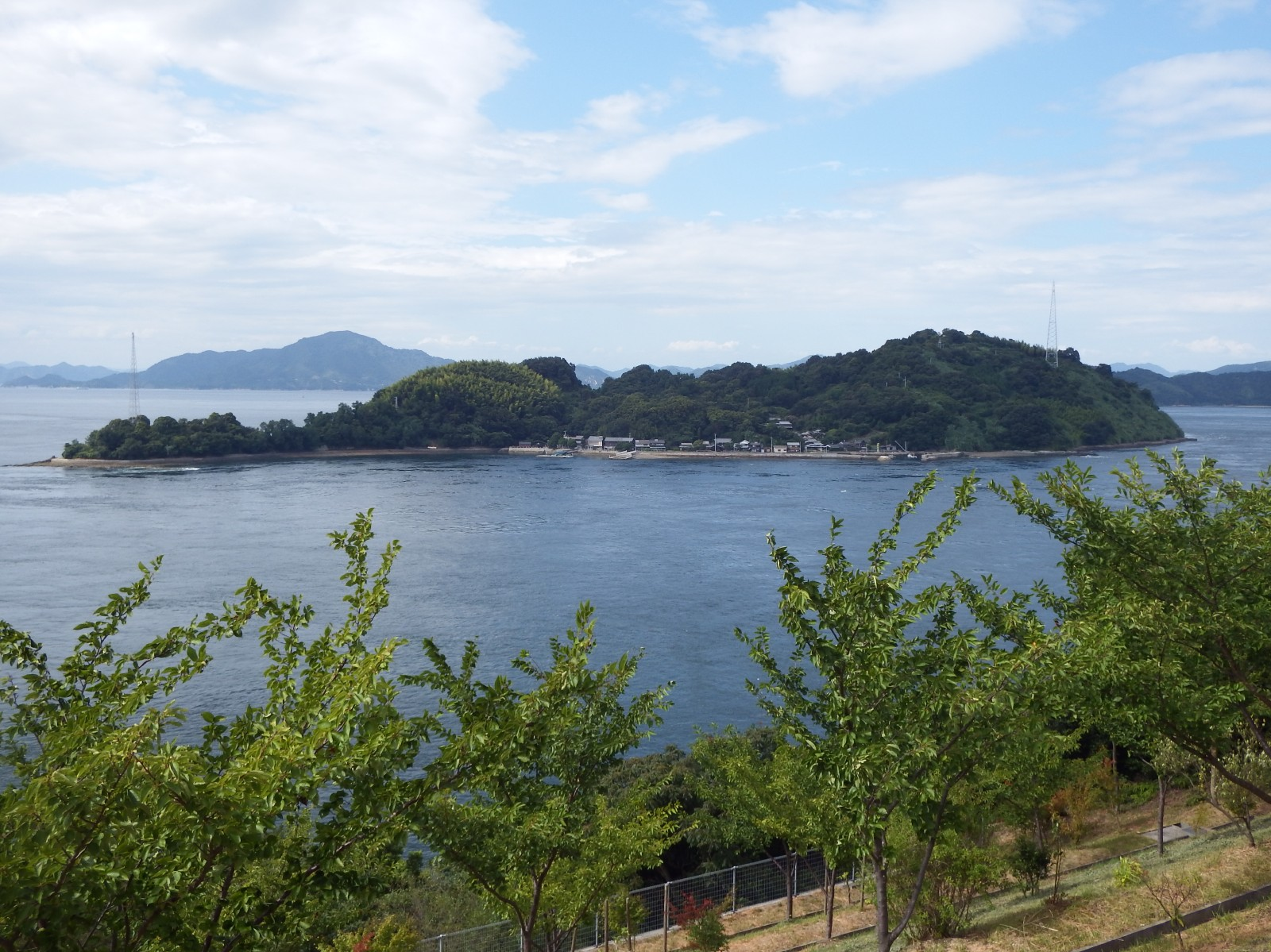
小島